# Condado de Elmore (Idaho)
El condado de Elmore (en inglés: Elmore County), fundado en 1889, es uno de los 44 condados del estado estadounidense de Idaho. En el año 2000 tenía una población de 29 130 habitantes con una densidad poblacional de 3,7 personas por km². La sede del condado es Mountain Home.

## Geografía
Según la Oficina del Censo, el condado tiene un área total de 8030 km² (3100,4 mi²), de la cual 7971 km² (3077,6 mi²) es tierra y 59 km² (22,8 mi²) (0,74%) es agua.

### Condados adyacentes
- Condado de Boise - norte
- Condado de Ada - oeste
- Condado de Owyhee - sur
- Condado de Twin Falls - sureste
- Condado de Gooding - este
- Condado de Camas - este
- Condado de Blaine - noreste

### Carreteras
- - Interestatal 84
- - US 20
- - US 26
- - US 30
- - SH-51
- - SH-67

## Demografía
En el 2000 la renta per cápita promedia del condado era de $$35 256, y el ingreso promedio para una familia era de $37 823. En 2000 los hombres tenían un ingreso per cápita de $26 248 versus $21 309 para las mujeres. El ingreso per cápita para el condado era de $16 773. Alrededor del 11,20% de la población estaba bajo el umbral de pobreza nacional.

## Comunidades

### Ciudades
- Glenns Ferry
- Mountain Home

### Lugares designados por el censo
- Base de la Fuerza Aérea de Mountain Home

### Otras comunidades
- Atlanta
- Featherville
- Pine
- Rocky Bar - despoblado